# Linearna algebra
Linearna algebra (lat. linealis - pripada liniji), je matematička disciplina (grana algebre) koja se bavi sustavima linearnih jednadžbi, linearnim preslikavanjima, te s tim idejama povezanim matematičkim objektima, prije svega vektorima, matricama, vektorskim prostorima i linearnim operatorima među vektorskim prostorima. U suvremenoj matematici često se gleda poopćenje gdje se polja zamjenjuju prstenima, a vektorski prostori modulima. Poopćenja vektora kao što su tenzori i s njima vezana poopćenja linearnih preslikavanja na više varijabli (multilinearna preslikavanja) opisuju se u terminima tenzorskih produkata vektorskih prostora, njihove simetrizacije (simetrična algebra) i antisimetrizacije (vanjska algebra). Postoji analogoni linearnih algebri u drugim situacijama kao što je tzv. tropska linearna algebra ili općenitije linearna algebre nad polupoljima, hiperpoljima i slično te geometrijska generalizacija vektorskog prostora, a to su vektorski svežnjevi, čiji prerezi opisuju na primjer, vektorska, tenzorska i spinorna polja u fizici i diferencijalnoj geometriji. Ako na (pretežno linearnim) algebarskim strukturama dodamo i topološke strukture, i tako uzimamo u obzir i netrivijalna svojstva neprekinutosti, tada smo u domeni funkcionalne analize kojoj je dakle linearna algebra važna komponenta. Najčešće se funkcionalna analiza promatra u terminima (najčešće beskonačno-dimenzionalnih) vektorskih prostora s topologijom, odnosno topoloških vektorskih prostora (među kojima su najvažniji Hilbertovi i, općenitije, Banachovi prostori). 
Linearne pojave u kojima linearne kombinacije veličina koje opisuju uzrok dovode do linearnih kombinacija veličina koje opisuju posljedicu su vrlo česte u prirodi (ali i gospodarstvu/ ekonomiji, općenitim dinamičkim sustavima) i najbolje shvaćene. Formalizam linearne algebre se često koristi u opisu i izučavanju takvih pojava. 
Mnoge pojave u prirodi su nelinearne, no i tada je linearna analiza problema, odnosno izučavanje linearnih aspekata prvi korak. U matematičkoj analizi (uključujući analizi na beskonačno dimenzionalnim prostorima i glatkim mnogostrukostima) glatka preslikavanja u točki možemo lokalno aproksimirati linearnim preslikavanjem, tzv. diferencijalom preslikavanja. Rješavanje linearnih diferencijalnih jednadžbi često se numerički aproksimira rješavanjem sustava linearnih diferencijskih jednadžbi, što je problem linearne algebre. Kvantna mehanika opisana je u terminima linearnih operatora na separabilnim Hilbertovim prostorima, a sama Schroedingerova jednadžba opisuje evoluciju valne funkcije koja se može promatrati kao vektor na Hilbertovom prostoru, a zakon evolucije je opisan u terminima operatora kojeg nazivamo Hamiltonijan. Harmonijska analiza opisuje razlaganje složenih funkcija u linearne kombinacije osnovnih koje se lakše tretiraju u danom kontekstu, npr. u terminima sinusoidalnih funkcija, valića i slično. Fizikalno to dovodi do razumijevanja spektara, oscilacija, linearnih valova, rezonancija i lakšu formulaciju nelinearnih pojava kao što su prve korekcije kvantne optike.
Numeričko računanje, računalna grafika i strojno učenje najčešće se opisuju algoritmima koji koriste zapis u terminima vektora i matrica, aproksimiranih do na neku točnost i često u visoko dimenzionalnim prostorima. Linearna algebra je dakle nezaobilazni alat u opisu suvremenih računalnih metoda. Teorija brojeva, teorija kodiranja (posebno linearna teorija kodiranja) i kriptografija uvelike koriste manipulacije s konačnim poljima i vektorskim prostorima nad konačnim poljima. 